# 光復鄉
光復鄉，舊稱「馬太鞍」，位於臺灣花蓮縣中部，介於中央山脈與海岸山脈之間，花東縱谷的中段，與鳳林鎮皆為花蓮縣中區的重要城鎮。族群結構上為漢人與原住民各約佔一半，其中原住民以阿美族為主，地方通行語為阿美語和臺灣客家語。
日治時期因當地設有花蓮港製糖所大和工場，加上二戰後台糖公司的成立與花蓮糖廠本部遷至當地，促使光復鄉早期主要產業為製糖業，並形成居民多為糖廠員工的現象。光復鄉因地形平坦、土壤肥沃，農作物以製糖原料的甘蔗為主。後因製糖業的景氣不佳、成本上漲，而使糖廠停產。現今經濟產業主要為農業，生產水稻、蔬果、箭竹筍、黃藤心、無籽西瓜、紅糯米、檳榔等特產。製糖業沒落後，糖廠轉型為「花蓮觀光糖廠」與「花糖文物館」，使其朝向觀光休閒產業發展。位於境內的光復國小、太巴塱國小與光復國中皆為臺灣多名職業棒球選手出身的學校。

## 歷史
光復鄉主要有三大聚落：歷史悠久的原住民聚集地馬太鞍與太巴塱，以及日治時代所立的大和聚落。日治中期再將馬太鞍因位於大和之北，更名上大和，太巴塱則易名富田。其中大和屬瑞穗庄，而上大和、富田屬鳳林街。
戰後1947年3月將三聚落自原屬鄉鎮分出，成立光復鄉（意指「光復後新設的鄉鎮」）迄今。今日馬太鞍一般稱光復（戰後初期稱為台安）、富田名稱不變、大和改名大富。而今日光復車站在1947~1951年間曾一度改稱「台安」，則係取自馬太鞍之名。
2001年桃芝颱風侵襲，造成光復鄉多處地區受災，如大興村遭受土石流掩埋震驚全國。
2010年鄉長跟鄉代表選舉，則爆發出台灣歷史上最大宗的貪汙賄選案，包含鄉長跟鄉代表12人，全都涉賄遭到羈押獲准，鄉公所一度面臨停擺，2011年3月重新進行鄉長鄉代選舉，結果由中國國民黨報准參選的獅子會會長謝忠淵當選。
2014年馬太鞍、太巴塱兩部落族人，要求將光復鄉正名為馬太鄉，時任光復鄉長謝忠淵表示鄉內還有一半的族群是閩南、客家人，應彙整全鄉鄉民意見，非鄉長一人可決定。阿美語(Pangcah)稱光復一地為 Fata'an（意思是「樹豆」），如北富國民小學，已於1994年恢復原名太巴塱。

## 人口
根據花蓮縣政府民政處統計，2024年底光復鄉戶數約5千戶，人口約1.2萬人，鄉內人口最多與最少的村分別是大華村與大富村，2024年底兩村人口分別為1,309人與291人。與花蓮縣其他地區相同，光復鄉面臨人口老化與少子化的問題，2024年底時，光復鄉人口中0至14歲人口佔比7.51%，15至64歲人口佔比64.64%，65歲以上人口則佔比27.85%，老化指數約為370.90%，是花蓮縣老化指數最高的行政區。

## 政治

### 歷任首長
| 任次 | 姓名   | 備註             |
| ---- | ------ | ---------------- |
| 1    | 梁阿湖 | 醫師，為官派首屆 |
| 2    | 方建基 |                  |
| 3    | 梁阿湖 | 醫師             |
| 1    | 蔡鶴年 | 民選首屆         |
| 2    | 萬仁光 | 太巴塱部落頭目   |
| 3    | 陳寶琛 |                  |
| 4    | 陳寶琛 |                  |
| 5    | 謝固   |                  |
| 6    | 陳玉燦 |                  |
| 7    | 莊金生 |                  |
| 8    | 魏謙宏 |                  |
| 9    | 鄭有   |                  |
| 10   | 鄭有   |                  |
| 11   | 陳文光 |                  |
| 12   | 陳文光 |                  |
| 13   | 陳重成 |                  |
| 14   | 林元瑞 |                  |
| 15   | 黃榮成 |                  |
| 16   | 黃榮成 | 解職             |
| 16   | 謝忠淵 | 補選             |
| 17   | 謝忠淵 |                  |
| 18   | 林清水 |                  |

### 鄉政組織
光復鄉公所是光復鄉最高層級的地方行政機關，在中華民國政府架構中為鄉自治的行政機關，同時負責執行縣政府及中央機關委辦事項，光復鄉的自治監督機關為花蓮縣政府。鄉長由全體鄉民直接選舉產生，任期為四年，可連選連任一次。光復鄉公所並置鄉政會議，為鄉政最高決策機構，在鄉長之下，設有6課2室等8個內部單位。
光復鄉民代表會是光復鄉的最高民意機關，代表光復鄉全體鄉民立法和監察鄉政。鄉民代表由公民直選選出，任期為四年，可連選連任。光復鄉民代表會共有11位鄉民代表，分別為第一選區4席鄉民代表、第二選區1席鄉民代表、第三選區3席平地原住民鄉民代表、第四選區3席平地原住民鄉民代表，主席、副主席由11位鄉民代表互選產生。

### 行政區劃
| - 馬太鞍： - 大馬村： - 香草場 - 上大和部落（部分） - 大平、大華、大同、大安村： - 上大和部落（Vataan，馬太鞍） - 大進村： - 花蓮糖廠 - 太巴塱： - 北富村： - 太巴塱部落（Tafalong，太巴塱） - 東富村： - 加里洞部落（Kalotongan，加里洞） - 吉拉瓦山部落(Cilawasan) - 阿陶莫部落（Atomo） - 太巴塱部落（部分） - 西富村： - 太巴塱部落（部分） - 馬佛部落（Fahol） - 番社部落（Alolong，阿羅朗） - 南富村： - 太巴塱部落（部分） - 南富部落（Sado，砂荖） | - 大和： - 大興村：位於南清水溪流域。 - 大興部落（Okakay，烏卡蓋） - 大全村：位於加濃濃溪中游。 - 水廣頭 - 鎮平部落（Kasoay，拉索埃） - 農場 - 大豐村：位於加濃濃溪上游。 - 大和（部分） - 大富村：位於大和溪流域。 - 大和（大富，Yamato） - 加禮灣部落（Kaliawan） |

## 教育

### 大專校院
- 高雄市立空中大學光復班

### 高級中等學校
- 國立光復高級商工職業學校

### 國民中學
- 花蓮縣立光復國民中學
- 花蓮縣立富源國民中學

### 國民小學
- 花蓮縣光復鄉光復國民小學
- 花蓮縣光復鄉大進國民小學
- 花蓮縣光復鄉大興國民小學
- 花蓮縣光復鄉太巴塱國民小學
- 花蓮縣光復鄉西富國民小學

### 學前教育
- 花蓮縣光復鄉立幼兒園
- 花蓮縣光復鄉光復國民小學附設幼兒園
- 花蓮縣光復鄉大進國民小學附設幼兒園
- 花蓮縣光復鄉太巴塱國民小學附設幼兒園
- 花蓮縣光復鄉太巴塱部落互助教保服務中心

## 交通

### 鐵路
臺灣鐵路公司
- 臺東線：光復車站 - 大富車站

### 公路
- 台9線
- 台11甲線
- 縣道193號

### 客運
- 統聯客運
- 花蓮客運
- 太魯閣客運（台灣好行）

## 旅遊

花蓮糖廠

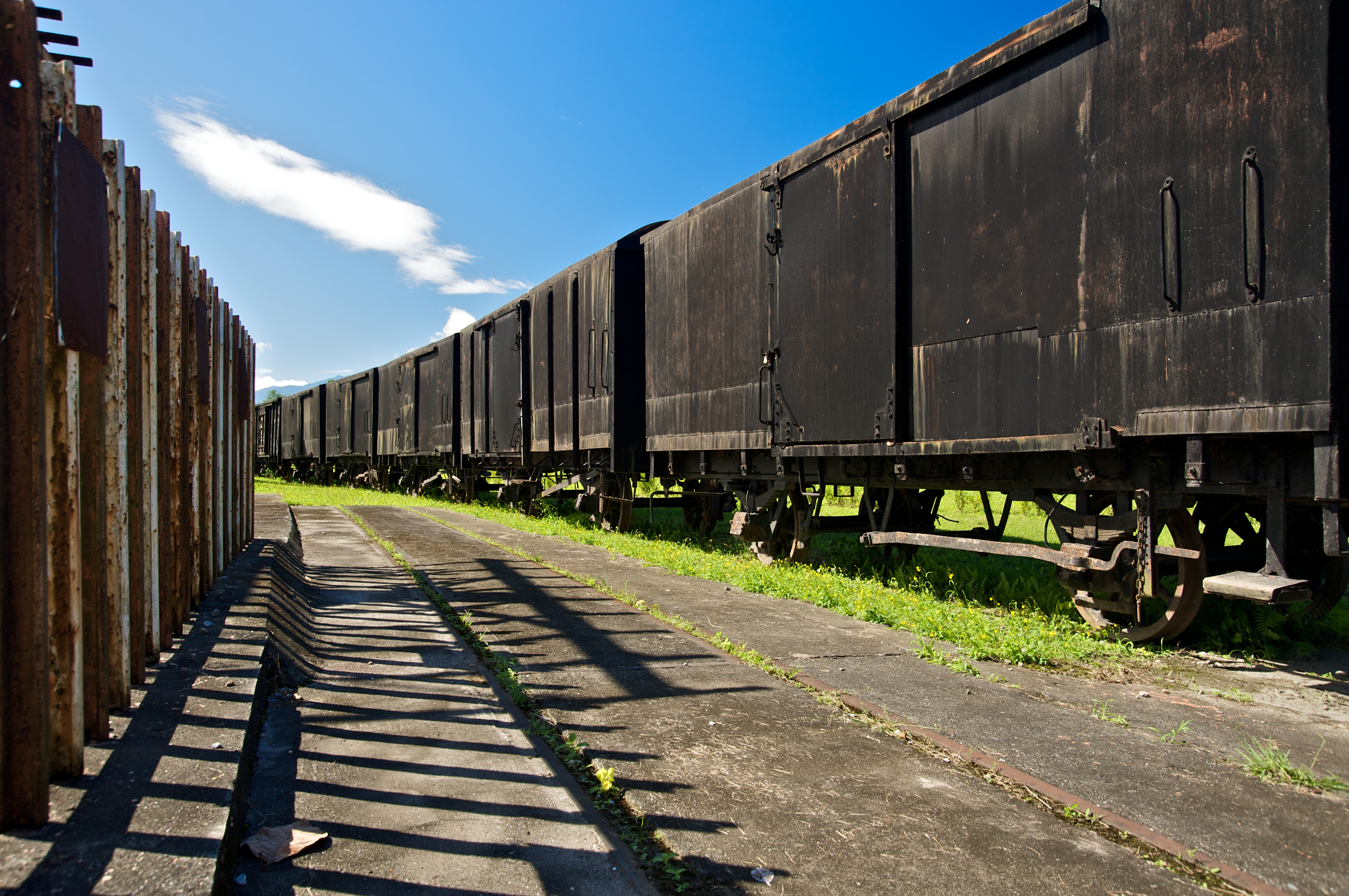
花蓮糖廠日治時代載糖火車展覽

- 花蓮糖廠
- 馬太鞍溼地[15]
- 保安寺：百年古剎，光復鄉民的信仰中心
- 仁壽宮（主祀感天大帝）
- 芙登溪自行車專用道(馬太鞍濕地)
- 大興瀑布紀念公園[16][17]
- 大農大富平地森林園區[18]
- 拉索埃湧泉[19]
- 吉利潭[20]
- 自強外役監獄
- 周廣輝太巴塱阿美族文物展示室
- 太巴塱文化發祥地
- 太巴塱文物館
- 太巴塱天主堂
- 馬太鞍教會
- 鍾家古厝[21]
- 俊哪池

## 生活機能
- 全聯福利中心光復店
- 7-Eleven蓮復店、太巴塱店、馬太鞍店
- 全家便利商店光復車站店
- 正一綜合大賣場
- 統冠超市
- 光豐農會超市

## 特產
- 水稻
- 紅糯米、黑糯米
- 箭竹筍
- 檳榔
- 樹豆
- 蕗蕎（火蔥）
- 冰品（花蓮糖廠）

## 外部連結
- 光復鄉公所（页面存档备份，存于）